# Luis de la Madrid
Luis de la Madrid es un montador y director de cine español.

## Trayectoria
Estudió cinematografía en la Escuela de Medios Audiovisuales del Ayuntamiento de Barcelona entre 1989 y 1991 y posteriormente realizó el Curso Superior de Cinematografía, en la especialidad de montaje, impartido por la Generalidad de Cataluña.
Tras su formación, trabajó profesionalmente desde 1992 en distintos campos de la industria audiovisual, siendo ayudante de producción, ayudante de dirección, ayudante de cámara de televisión, además de trabajar en postproducción. Se especializó en el Montaje Cinematográfico a partir de 1995.
A partir de 1998 trabaja como profesor de montaje en la Escuela Superior de Cinematografía y Audiovisuales de la Universidad de Barcelona. Ha participado como montador en largometrajes como El espinazo del diablo dirigida por Guillermo del Toro, Stranded, de Luna, Faust: Love of the Damned, de Brian Yuzna, Los sin nombre y Darkness de Jaume Balagueró, Palabras encadenadas de Laura Mañá, y El maquinista de Brad Anderson.
Su primer largometraje como director es La monja.

## Premios
Medallas del Círculo de Escritores Cinematográficos
| Año  | Categoría     | Película | Resultado |
| ---- | ------------- | -------- | --------- |
| 2019 | Mejor montaje | Adiós    | Ganador   |